# Margherita di Francia (regina d'Inghilterra 1279)
Margherita, chiamata dagli inglesi "la Perla di Francia" (in francese Marguerite de France; Parigi, 1279 – Marlborough, 14 febbraio 1318), è stata, in base al Trattato di Parigi del 1303, regina consorte d'Inghilterra dal 1299 al 1307, come seconda moglie del re Edoardo I.

## Origine
Margherita era la figlia ultimogenita del re di Francia Filippo III e Maria di Brabante (1254 - 1321), figlia del duca di Brabante, Enrico III (1231 – 1261), e di Adelaide o Alice di Borgogna (1233 - 1273), figlia del Duca di Borgogna e re titolare di Tessalonica, Ugo IV (1212 – 1272). Era la sorellastra del re di Francia, Filippo IV il Bello e di Carlo di Valois, capostipite della casa di Valois.

## Biografia
Il re di Francia, Filippo IV il Bello, nel 1294, aveva convocato il suo vassallo, il duca di Guienna (che era anche re d'Inghilterra), Edoardo I, davanti al parlamento di Parigi; Edoardo inviò il fratello, Edmondo pare con la proposta di un matrimonio tra Edoardo e la sorellastra di Filippo IV, Bianca di Francia, che però era già stata promessa a Rodolfo III, duca d'Austria e futuro re di Boemia (Rodolfo I). Edmondo rifiutò la proposta francese di un matrimonio di Edoardo con la sorella più giovane, Margherita, e raggiunse un accordo amichevole: per i quaranta giorni, che sarebbe durata l'inchiesta, per l'accertamento delle responsabilità delle scaramucce tra marinai inglesi e francesi, le più importanti fortezze della Guascogna sarebbero passate in mano francese. Dato che allo scadere del termine previsto le fortezze non erano state restituite, Edoardo fu costretto a fare guerra alla Francia. Dopo tre anni di guerra, nell'ottobre del 1297, fu proclamata una tregua, a Vyve-Saint-Bavon, e iniziarono le trattative di pace, che portarono, nel 1298, a combinare i matrimoni di Edoardo con Margherita (con una dote di 15.000 sterline), mentre la figlia di Filippo IV il Bello, Isabella di Francia avrebbe sposato il figlio ed erede di Edoardo I, Edoardo (il futuro Edoardo II); nel 1299, l'8 settembre, a Canterbury ci fu il matrimonio tra Edoardo I e Margherita e finalmente la pace definitiva, che restituì a Edoardo le fortezze che erano state passate ai francesi nel 1294, fu firmata a Parigi, nel 1303.
Subito dopo il matrimonio, Edoardo dovette tornare al nord per occuparsi del problema scozzese e alcuni mesi dopo Margherita lo raggiunse, dividendo con lui l'aspra vita sulla frontiera scozzese. Margherita, anche per questo, fu definita a pearl of great price (una perla di grande valore).
Dopo la morte di Edoardo, nel 1307, Margherita non si risposò e, non ancora trentenne, si ritirò a vivere nel castello di Marlborough, dove passò il resto della sua vita e dove morì, nel 1318. Fu tumulata a Greenwich, nella chiesa dei frati Grigi (Greyfriar's Church), nelle vicinanze della Cattedrale di Saint Paul.

## Figli
Margherita ad Edoardo diede tre figli:
1. Tommaso (1300 – 1338), conte di Norfolk
2. Edmondo (1301 – 1330), conte di Kent
3. Eleonora, nata a Winchester il 4 maggio 1306, morta a Amesbury nel 1311.

## Ascendenza
|                        |                       |                                    | Genitori                  |  |  | Nonni |  |  | Bisnonni              |  |  | Trisnonni             |  |
|                        |                       |                                    |                           |  |  |       |  |  | Luigi VIII di Francia |  |  | Filippo II di Francia |  |
|                        |                       |                                    |                           |  |  |       |  |  | Luigi VIII di Francia |  |  | Filippo II di Francia |  |
|                        |                       | Isabella di Hainaut                |                           |  |  |       |  |  | Luigi VIII di Francia |  |  |                       |  |
| Luigi IX di Francia    |                       |                                    |                           |  |  |       |  |  | Luigi VIII di Francia |  |  |                       |  |
|                        |                       | Bianca di Castiglia                | Alfonso VIII di Castiglia |  |  |       |  |  |                       |  |  |                       |  |
|                        |                       | Bianca di Castiglia                | Alfonso VIII di Castiglia |  |  |       |  |  |                       |  |  |                       |  |
|                        |                       | Bianca di Castiglia                | Eleonora d'Inghilterra    |  |  |       |  |  |                       |  |  |                       |  |
| Filippo III di Francia |                       | Bianca di Castiglia                |                           |  |  |       |  |  |                       |  |  |                       |  |
|                        |                       | Raimondo Berengario IV di Provenza | Alfonso II di Provenza    |  |  |       |  |  |                       |  |  |                       |  |
|                        |                       | Raimondo Berengario IV di Provenza | Alfonso II di Provenza    |  |  |       |  |  |                       |  |  |                       |  |
|                        |                       | Raimondo Berengario IV di Provenza | Garsenda di Provenza      |  |  |       |  |  |                       |  |  |                       |  |
| Margherita di Provenza |                       | Raimondo Berengario IV di Provenza |                           |  |  |       |  |  |                       |  |  |                       |  |
|                        |                       | Beatrice di Savoia                 | Tommaso I di Savoia       |  |  |       |  |  |                       |  |  |                       |  |
|                        |                       | Beatrice di Savoia                 | Tommaso I di Savoia       |  |  |       |  |  |                       |  |  |                       |  |
|                        |                       | Beatrice di Savoia                 | Margherita di Ginevra     |  |  |       |  |  |                       |  |  |                       |  |
| Margherita di Francia  |                       | Beatrice di Savoia                 |                           |  |  |       |  |  |                       |  |  |                       |  |
|                        | Enrico II di Brabante | Enrico I di Brabante               |                           |  |  |       |  |  |                       |  |  |                       |  |
|                        | Enrico II di Brabante | Enrico I di Brabante               |                           |  |  |       |  |  |                       |  |  |                       |  |
|                        | Enrico II di Brabante | Matilde di Boulogne                |                           |  |  |       |  |  |                       |  |  |                       |  |
| Enrico III di Brabante | Enrico II di Brabante |                                    |                           |  |  |       |  |  |                       |  |  |                       |  |
|                        |                       | Maria di Svevia                    | Filippo di Svevia         |  |  |       |  |  |                       |  |  |                       |  |
|                        |                       | Maria di Svevia                    | Filippo di Svevia         |  |  |       |  |  |                       |  |  |                       |  |
|                        |                       | Maria di Svevia                    | Irene Angela              |  |  |       |  |  |                       |  |  |                       |  |
| Maria di Brabante      |                       | Maria di Svevia                    |                           |  |  |       |  |  |                       |  |  |                       |  |
|                        |                       | Ugo IV di Borgogna                 | Oddone III di Borgogna    |  |  |       |  |  |                       |  |  |                       |  |
|                        |                       | Ugo IV di Borgogna                 | Oddone III di Borgogna    |  |  |       |  |  |                       |  |  |                       |  |
|                        |                       | Ugo IV di Borgogna                 | Alice di Vergy            |  |  |       |  |  |                       |  |  |                       |  |
| Alice di Borgogna      |                       | Ugo IV di Borgogna                 |                           |  |  |       |  |  |                       |  |  |                       |  |
|                        |                       | Yolanda di Dreux                   | Roberto III di Dreux      |  |  |       |  |  |                       |  |  |                       |  |
|                        |                       | Yolanda di Dreux                   | Roberto III di Dreux      |  |  |       |  |  |                       |  |  |                       |  |
|                        |                       | Yolanda di Dreux                   | Eleonora di Saint-Valéry  |  |  |       |  |  |                       |  |  |                       |  |
|                        |                       | Yolanda di Dreux                   |                           |  |  |       |  |  |                       |  |  |                       |  |